# هوتن، سوئیس
هوتن یک شهرداری سابق در ناحیه هورگن در کانتون زوریخ در سوئیس است. در ۱ ژانویه ۲۰۱۹، شهرداری‌های سابق هوتن و شوننبرگ در شهرداری ودنسویل ادغام شدند.

## تاریخچه
هوتن برای اولین بار در سال ۱۲۷۰ به عنوان ze dien Hütten ذکر شد.